# بيت نصيف
بيت نصيف، من القصور التاريخية التي أُنشئت في مدينة جدة عام 1289هـ. بناه الشيخ عمر أفندي نصيف خلال 4 سنوات، وهو أحد الشواهد على النمط المعماري القديم في مدينة جدة.
اكتسب أهمية تاريخية وسياسية باعتباره قديمًا قصر الضيافة لمن يزور الحجاز، فنزل فيه عدد من الملوك والأمراء، من ضمنهم الملك عبد العزيز بن عبد الرحمن آل سعود، حيث استقر فيه نحو 10 سنوات بدءًا من عام 1344هـ.

## خلفية

حسين بن علي الهاشمي

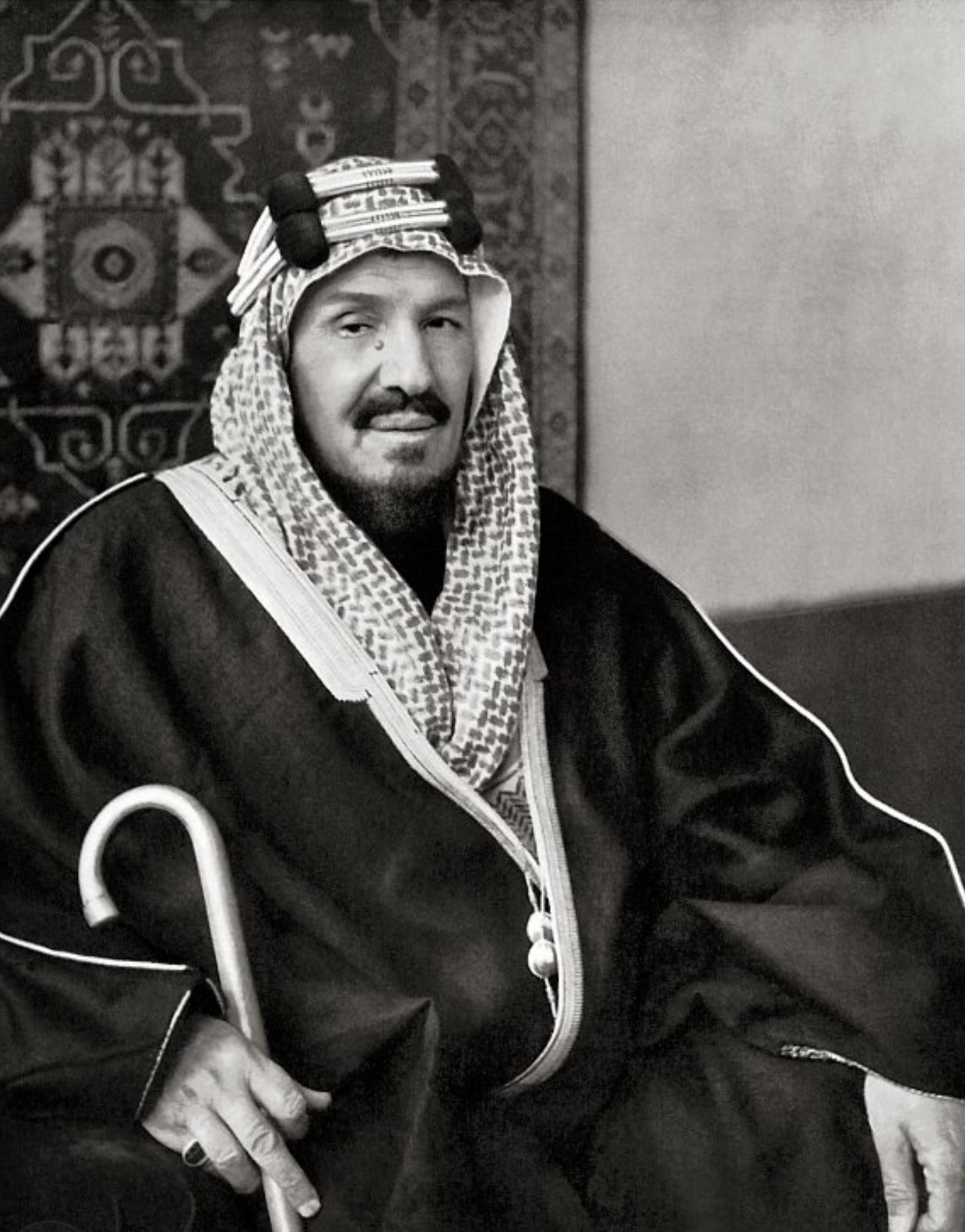
الملك عبدالعزيز بن عبدالرحمن آل سعود

يعتبر بيت نصيف الذي بناه عمر نصيف معلماً من معالم جدة حيث نزل فيه الملوك والأمراء والعلماء والوزراء، حتى أن السلطان العثماني وحيد الدين آخر سلاطين الدولة العثمانية بعد أن أقصي عن الخلافة ودعاه الشريف الملك الحسين بن علي لزيارة الحجاز، وكان أمراء مكة الأشراف ينزلون فيه ثم تحولوا إلى قصر مهنا؛ فكان الملك حسين وابنه علي أيضاً ينزلون فيه؛ فلم يكن في جدة فندق أو دار ضيافة إلا قصر نصيف الذي يعتبر قصر الضيافة لكل من زار الحجاز، وحين ضم الملك عبد العزيز آل سعود الحجاز لسلطنة نجد وانتهاء العهد الهاشمي كان قصر نصيف مركزاً لإقامة الملك وعقد الاجتماعات التي ترتب أمور الدولة، ولما توفي عمر نصيف انحصر إرثه في بناته الست وفي الشيخ محمد نصيف الذي يعتبر الوريث الأكبر لجده؛ فقام والي جدة العثماني راتب باشا على جعل القصر من نصيب محمد نصيف لأنه الشخص الوحيد القادر على استقبال الضيوف، ومن بعده قام الملك فيصل بن عبد العزيز بشراء القصر من ورثة الشيخ محمد نصيف إضافة إلى المكتبة القيمة لجعلها نواة للمكتبات العامة بجدة.

## أقسام القصر
كان الدور الأرضي من القصر يحوي المكتبة وغرفة المائدة وغرف الأبناء والضيوف والاصدقاء، وكان هناك مضيفة ملحقة بالقصر وظيفتها استقبال الضيوف بصورة دائمة وخاصة في مواسم الحج، وعندما هبط العقار عانى الشيخ محمد نصيف من هذه الأزمة مما جعل قائممقام جدة آنذاك الشيخ إبراهيم بن معمر يكاتب الملك عبد العزيز؛ فسارع إلى صرف مبالغ سنوية محددة تُدفع له كل عام.

## مميزات القصر
يتميز القصر بخصائصٍ عدة من أهمها: أن الواجهات الخارجية للمبنى المصنوعة من الخشب، والمتمثلة في الأبواب والشبابيك والرواشين، حيث عُملت بطريقة متناسقة، وطُعمت بالزخارف، كما يمتاز بالعقود المدببة، وغرفة الحمام ذات القبة الدائرية، كما شُيد المبنى من الأحجار المربعة التي جُلبت من البحر، حيث تمت لياسته بالمونة ليكون معلماً معمارياً يتسم بالقوة.

## ترميم بيت نصيف
- في يوم 6/ 10 /1411هـ صدرت توجيهات أمين مدينة جدة بموجب قرار معاليه الأمير ماجد بن عبد العزيز آل سعود أمير منطقة مكة المكرمة رقم 345/4 بإنشاء قسم لحماية المنطقة التاريخية يرتبط ارتباطاً بالأمين وتحت إشرافه، وبعد إصدار هذا القرار تم اختيار مبنى خلف بيت نصيف ليكون مقراً لإدارة حماية المنطقة التاريخية، وقد بدأت الإدارة بإجراء ترميم لهذا المقر وإجراء مسح للمنطقة التاريخية وتصويرها بالكامل، وبعد استلام المبنى الخاص بها خلف بيت نصيف تم تنظيفه وترميمه وإعادة الخدمات إليه، وبتوجيهات أمين جدة ودوره الكبير تم تشكيل الهيكل الإداري للإدارة واجتماع المختصين من مختلف الوظائف والمهن التي أُكلت إليهم بعيداً عن تخصصاتهم في العمارة التقليدية، وقد بلغ عددهم سبعة هم:أحمد بخاري، وأحمد عشري، وحسن محول، ومحمد حسن عيسى، وعبد الله سمندر، وأحمد مليباري، وأحمد عبده قاسم.[5]
- فور استلام المبنى الخاص بالإدارة تم إعداده وتجهيزه بالمكاتب الإدارية والفنية مع إعداد الخرائط الفنية الخاصة بالمنطقة التاريخية.
- ترميم المبنى بالكامل الخاص بمقر الإدارة وتغيير بعض الأجزاء لكي يتلاءم مع الأعمال الموكلة للإدارة مثل تجهيز قاعة محاضرات تتسع لخمسين فرد لإلقاء المحاضرات الخاصة عن المنطقة التاريخية وارتباطها الوثيق بتاريخ المملكة.
- قامت الإدارة بإعداد وتنظيف الورشة وإصلاح المعدات والأدوات التي تم العثور عليها أثناء عملية المسح التي قامت بها الإدارة مثل الأبواب المنقوشة والرواشين، وكما استطاعت الإدارة تصنيع وحدات مشابهة لها للحفاظ على التراث من الزوال.
- ومن أجل تسهيل المهام اتخذت الإدارة بعض الخطوات أبرزها:
- تجميع الأدوات القديمة وإعادة إصلاحها، مع صناعة أي معدة لم تستطع الإدارة الحصول عليها.
- إجراء التجارب على المواد التقليدية التي كانت تستعمل في الماضي.
- تسجيل وتوثيق الطرق والمهن الخاصة ببناء المباني التقليدية عن طريق المختصين البلدين التابعين للإدارة.
- حصر وتسجيل أسماء الأدوات والمواد المستخدمة، وكذلك أسماء الحرفيين ودورهم في أعمال البناء التقليدي.
- عمل مسح شامل لحصر المعالم والمواقع الأثرية والبيوت القديمة وتصنيف المواقع التي شارك في بنائها المعلمين البلدين التابعين لإدارة حماية المنطقة التاريخية للاستفادة بهم أثناء عملية الترميم أو إعادة البناء، وقد ظهر جلياً عندما قامت الإدارة بأول أعمالها في تجهيز المبنى الخاص بها.[6]

## انظر ايضاً
- جدة التاريخية
- قصر باناجه

## وصلات خارجية
- بيت نصيف.. عراقة معمارية عمرها 137 عامًا.
- «بيت نصيف».. قرن ونصف في وجه الزمن سكنه المـلك عبد العزيز وشهد اتفاقية فتح جدة.